# Steve Sheppard
Steven Bernard „Steve” Sheppard (ur. 21 marca 1954 w Nowym Jorku) – amerykański koszykarz, mistrz olimpijski z Montrealu 1976.

## Kariera
Studiował na Uniwersytecie Marylandu i grał dla tamtejszej drużyny uniwersyteckiej.
Znalazł się w amerykańskiej kadrze koszykarskiej na Letnie Igrzyska Olimpijskie w Montrealu w 1976. Na igrzyskach zdobył wraz z zespołem złoty medal.
Po zakończeniu studiów w 1977 został profesjonalnym zawodnikiem i przez dwa lata grał w NBA, najpierw w Chicago Bulls, a następnie w Detroit Pistons.